# Merve Adıyaman
Merve Adıyaman (Istanbul, 12 de setembre de 1994) és una jugadora d'handbol turca. És membre de la selecció femenina turca i juga pel club turc Zağnosspor de Trebisonda la temporada 2016-17.